# Ácido eritórbico
Ácido eritórbico ou seus sais, eritorbatos, formalmente conhecidos como ácido isoascórbico e ácido D-araboascórbico, é um estereoisômero de ácido ascórbico. É um aditivo alimentar vegetal derivado da sacarose, notado pelo número E E315, e é largamente usado como um antioxidante em alimentos processados.